# Kaltoum Bouaasayriya
Kaltoum Bouaasayriya (en arabe : كلثوم بوعسرية), née le 23 août 1982 dans la province d'Assa-Zag, est une athlète marocaine.

## Carrière
Elle est éliminée en séries du 3 000 mètres steeple féminin aux Jeux olympiques d'été de 2012 à Londres. Elle remporte en 2015 le marathon de Beyrouth.